# Singoli al numero uno nella Billboard Hot 100 nel 1986
La Billboard Hot 100 è la classifica dei singoli più venduti negli Stati Uniti d'America redatta dal magazine Billboard.

## HOT 100

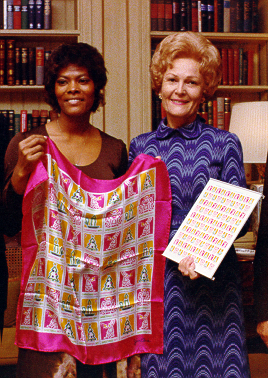
Dionne Warwick (a sinistra nella foto) trascorse quattro settimane consecutive al primo posto con That's What Friends Are For.

| la canzone contrassegnata con lo sfondo giallo si è aggiudicata il titolo di singolo #1 nella classifica cumulativa di fine anno del 1986 di Billboard. |

| Data di Pubblicazione | Canzone                                   | Artista                            | Fonte         |
| --------------------- | ----------------------------------------- | ---------------------------------- | ------------- |
| 4 Gennaio             | "Say You, Say Me"                         | Lionel Richie                      |               |
| 11 Gennaio            | "Say You, Say Me"                         | Lionel Richie                      | [ 1 ]         |
| 18 Gennaio            | "That's What Friends Are For"             | Dionne and Friends                 | [ 2 ]         |
| 25 Gennaio            | "That's What Friends Are For"             | Dionne and Friends                 | [ 3 ]         |
| 1 Febbraio            | "That's What Friends Are For"             | Dionne and Friends                 | [ 4 ]         |
| 8 Febbraio            | "That's What Friends Are For"             | Dionne and Friends                 | [ 5 ]         |
| 15 Febbraio           | "How Will I Know"                         | Whitney Houston                    | [ 6 ]         |
| 22 Febbraio           | "How Will I Know"                         | Whitney Houston                    | [ 7 ]         |
| 1 Marzo               | "Kyrie"                                   | Mr. Mister                         | [ 8 ]         |
| 8 Marzo               | "Kyrie"                                   | Mr. Mister                         | [ 9 ]         |
| 15 Marzo              | "Sara"                                    | Starship                           | [ 10 ]        |
| 22 Marzo              | "These Dreams"                            | Heart                              | [ 11 ]        |
| 29 Marzo              | "Rock Me Amadeus"                         | Falco                              | [ 12 ]        |
| 5 Aprile              | "Rock Me Amadeus"                         | Falco                              | [ 13 ]        |
| 12 Aprile             | "Rock Me Amadeus"                         | Falco                              | [ 14 ]        |
| 19 Aprile             | "Kiss"                                    | Prince and The Revolution          | [ 15 ]        |
| 26 Aprile             | "Kiss"                                    | Prince and The Revolution          | [ 16 ]        |
| 3 Maggio              | "Addicted to Love"                        | Robert Palmer                      | [ 17 ]        |
| 10 Maggio             | "West End Girls"                          | Pet Shop Boys                      | [ 18 ]        |
| 17 Maggio             | "Greatest Love of All"                    | Whitney Houston                    | [ 19 ] [ 20 ] |
| 24 Maggio             | "Greatest Love of All"                    | Whitney Houston                    | [ 21 ] [ 22 ] |
| 31 Maggio             | "Greatest Love of All"                    | Whitney Houston                    | [ 23 ] [ 24 ] |
| 7 Giugno              | "Live to Tell"                            | Madonna                            | [ 25 ] [ 26 ] |
| 14 Giugno             | "On My Own"                               | Patti LaBelle and Michael McDonald | [ 27 ]        |
| 21 Giugno             | "On My Own"                               | Patti LaBelle and Michael McDonald | [ 28 ]        |
| 28 Giugno             | "On My Own"                               | Patti LaBelle and Michael McDonald | [ 29 ]        |
| 5 Luglio              | "There'll Be Sad Songs (To Make You Cry)" | Billy Ocean                        | [ 30 ]        |
| 12 Luglio             | "Holding Back the Years"                  | Simply Red                         | [ 31 ]        |
| 19 Luglio             | "Invisible Touch"                         | Genesis                            | [ 32 ]        |
| 26 Luglio             | "Sledgehammer"                            | Peter Gabriel                      | [ 33 ]        |
| 2 Agosto              | "Glory of Love"                           | Peter Cetera                       | [ 34 ]        |
| 9 Agosto              | "Glory of Love"                           | Peter Cetera                       | [ 35 ]        |
| 16 Agosto             | "Papa Don't Preach"                       | Madonna                            | [ 36 ]        |
| 23 Agosto             | "Papa Don't Preach"                       | Madonna                            | [ 37 ]        |
| 30 Agosto             | "Higher Love"                             | Steve Winwood                      | [ 38 ]        |
| 6 Settembre           | "Venus"                                   | Bananarama                         | [ 39 ]        |
| 13 Settembre          | "Take My Breath Away"                     | Berlin                             | [ 40 ]        |
| 20 Settembre          | "Stuck with You"                          | Huey Lewis and the News            | [ 41 ]        |
| 27 Settembre          | "Stuck with You"                          | Huey Lewis and the News            | [ 42 ]        |
| 4 Ottobre             | "Stuck with You"                          | Huey Lewis and the News            | [ 43 ]        |
| 11 Ottobre            | "When I Think of You"                     | Janet Jackson                      | [ 44 ]        |
| 18 Ottobre            | "When I Think of You"                     | Janet Jackson                      | [ 45 ]        |
| 25 Ottobre            | "True Colors"                             | Cyndi Lauper                       | [ 46 ]        |
| 1 Novembre            | "True Colors"                             | Cyndi Lauper                       | [ 47 ]        |
| 8 Novembre            | "Amanda"                                  | Boston                             | [ 48 ]        |
| 15 Novembre           | "Amanda"                                  | Boston                             | [ 49 ]        |
| 22 Novembre           | "Human"                                   | The Human League                   | [ 50 ]        |
| 29 Novembre           | "You Give Love a Bad Name"                | Bon Jovi                           | [ 51 ]        |
| 6 Dicembre            | "The Next Time I Fall"                    | Peter Cetera and Amy Grant         | [ 52 ]        |
| 13 Dicembre           | "The Way It Is"                           | Bruce Hornsby & the Range          | [ 53 ]        |
| 20 Dicembre           | "Walk like an Egyptian"                   | The Bangles                        | [ 54 ]        |
| 27 Dicembre           | "Walk like an Egyptian"                   | The Bangles                        | [ 55 ]        |